# Dirk Schreyer
Dirk Schreyer (Lauenburgo, 28 de julio de 1944) es un deportista alemán que compitió para la RFA en remo.
Participó en los Juegos Olímpicos de México 1968, obteniendo una medalla de oro en la prueba de ocho con timonel. Ganó una medalla de oro en el Campeonato Mundial de Remo de 1966 y dos medallas de oro en el Campeonato Europeo de Remo, en los años 1965 y 1967.

## Palmarés internacional
| Juegos Olímpicos   | Juegos Olímpicos          | Juegos Olímpicos | Juegos Olímpicos |
| Año                | Lugar                     | Medalla          | Prueba           |
| ------------------ | ------------------------- | ---------------- | ---------------- |
| 1968               | Ciudad de México (México) | Medalla de oro   | Ocho con timonel |
| Campeonato Mundial |                           |                  |                  |
| Año                | Lugar                     | Medalla          | Prueba           |
| 1966               | Bled (Yugoslavia)         | Medalla de oro   | Ocho con timonel |
| Campeonato Europeo |                           |                  |                  |
| Año                | Lugar                     | Medalla          | Prueba           |
| 1965               | Duisburgo (RFA)           | Medalla de oro   | Ocho con timonel |
| 1967               | Vichy (Francia)           | Medalla de oro   | Ocho con timonel |